# По пояс в небе
„По пояс в небе“ („До пояс в небето“) е четвъртият студиен албум на Николай Носков.
Издаден е от лейбъла Мистерия звука и включва 10 песни. Композитор и аранжор на албума е певецът, а основни автори на текстовете са Игор Брусенцев, Дамир Якубов и Олег Гегельский.

## Песни от албума
1. По пояс в небе
2. А на меньшее я не согласен
3. Я не верю
4. Побудь со мной
5. Зачем
6. Тальяночка
7. Любовь и еда
8. Иду ко дну
9. Фенечка
10. Спасибо

## Гост музиканти
- Роберт Юлдашев – курай
- Арик Мрктъчан, Павел Виноградов – бас-китара
- Александър Рамус, Игор Хомич – китара
- Сергей Ефимов (Круиз) – барабани
- Едсон Петрухин, Илия Пантелеев – перкусия